# 森山幸男
森山 幸男（もりやま ゆきお、1951年1月30日 - ）は、日本の芸能プロモーター。アーティストハウスピラミッド代表取締役社長。

## 略歴
東京都豊島区出身。ゆうせん企画に入社。1987年に独立し、アーティストハウスピラミッドを設立。「ロッテCMタレントは君だ!!」第2回優勝者の相川恵里を第1号タレントとしてプロデュース。その後、千堂あきほ、大塚寧々、鈴木紗理奈などのタレントを育て上げ、ブレイクさせていった。また実兄の作詞家森山俊治との共同名義吉法かずさでの作詞家の経歴もある。

## プロデュースした主なタレント
- 相川恵里
- 千堂あきほ
- 大塚寧々
- 中條かな子
- 鈴木紗理奈
- 安西ひろこ
- 熊田曜子
- 安田美沙子
- 夏川純
- 神戸蘭子
- ラブリ

## 主な作詞作品
※全て吉法かずさ名義（兄・森山俊治との共作）。
- 秋庭豊とアローナイツ
  - 「盛り場みれん」（1977年）

- 北原由紀
  - 「菊酒一献」（1992年）
  - 「貴方の女でいたいから」（1993年）

- 西川峰子
  - 「別れ上手な人でした」（1979年）
  - 「恋の約束」（1980年）

- 舟木一夫
  - 「どうしているかい」（1980年）

- メッツ
  - 「太陽のかけら」（1975年）
  - 「妖精のような君」（〃）